# Vereinigungsfest der beiden Stiere
Das Vereinigungsfest der beiden Stiere (auch Tag der Reinigung) bezeichnete im ägyptischen Mondkalender den Tag des Vollmondes. In den Festkalendern der altägyptischen Gaue ist dieser Festtag landesweit als monatliches Ereignis des Vollmondes am 15. Tag des Mondkalenders vermerkt.

## Hintergrund

### Astronomische Texte

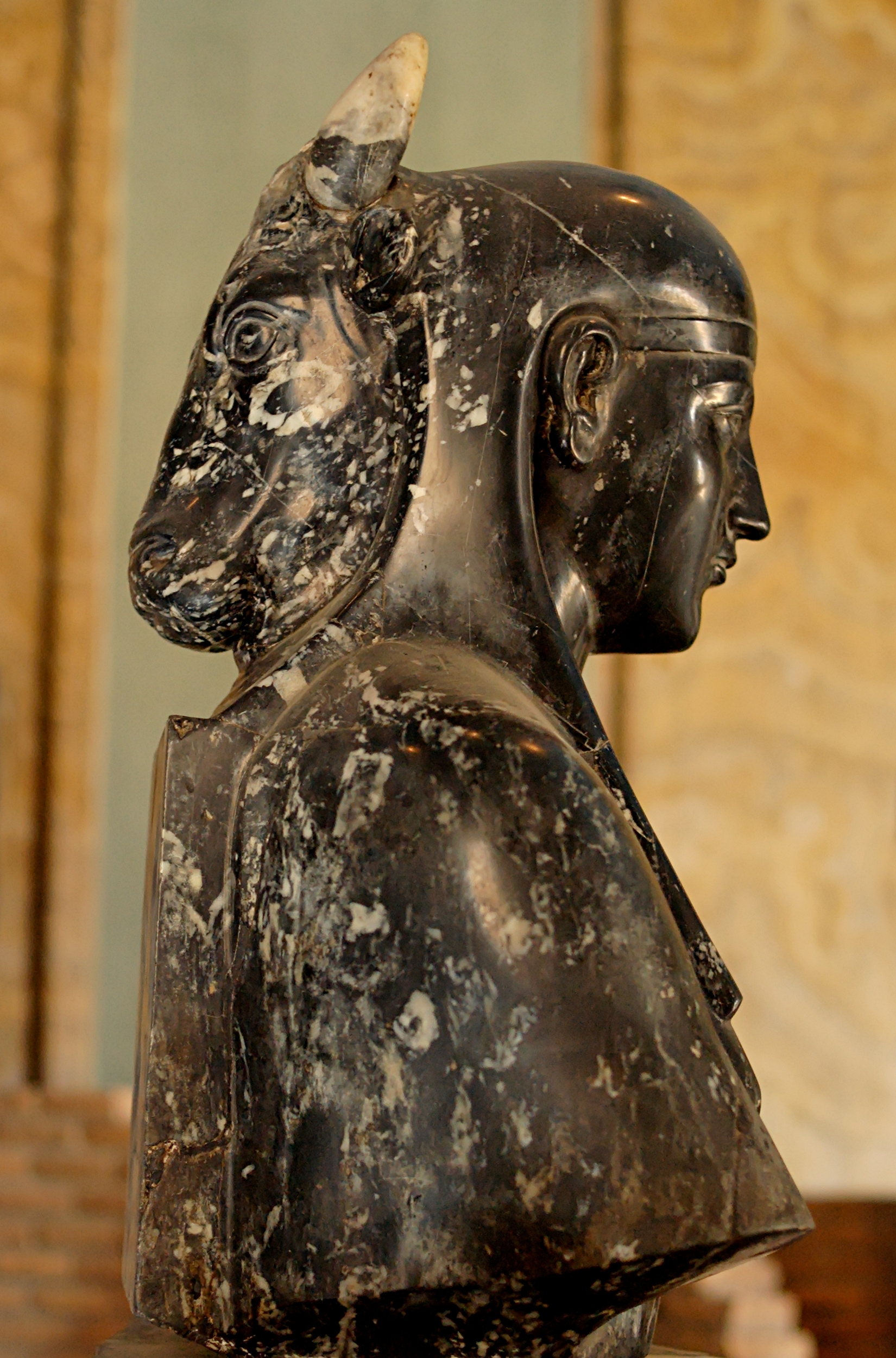
Osiris gleichzeitig als Apis-Stier

Das Vereinigungsfest ist über alle Epochen der altägyptischen Geschichte gut belegt. Als Beispiele seien hier der Text Esna 417 und das Nutbuch vom Vollmondfest am 15. Tag im Mondkalender genannt:

„Das Auge des Re ist gefüllt, das Auge des Horus ist geordnet. Das ist der Stier, der das Maß des Auges vollzählig machte und das ist der Stier, der richtig leuchtet am Fest des fünfzehnten Tages. Re und Osiris gelangen für sich zur Vereinigung der beiden Stiere im Fest. Alle Leute lassen ihre Lampen leuchten Tag und Nacht.“

„So geschieht es, dass der Mond allein ist mit ihm (Re). Das ist das Hervorgehen des Horus gegenüber Re. Der Mond ist es im Osten, Re ist es im Westen. So entsteht die Vereinigung der beiden Stiere, der Tag der Reinigung, das Morgengrauen des Festes am fünfzehnten Tages“

Die Formulierung „So geschieht es, dass der Mond allein ist mit ihm (Re)“ beschreibt sehr genau die Verhältnisse am Himmel. Zu diesem Zeitpunkt sind die Sterne und Planeten noch nicht sichtbar. Einzig Sonne und Mond sind als Himmelskörper zu sehen.

### Mythologischer Hintergrund
Der Mond wird neben Thot auch mit Osiris gleichgesetzt. Der Moment des Vollmondes versinnbildlicht den starken und hitzigen Stier, während der Neumond den kastrierten Stier (sab) darstellt. Die Vereinigung von Re und Osiris wird mit dem Sonnenuntergang und dem gleichzeitigen Mondaufgang assoziiert. Sowohl Sonnen- als auch Mondgott sind Symbole für die Stiere.
Während der Mnevis-Stier als heiliges Tier für Re steht, symbolisiert der Apis-Stier die Gottheit Osiris (siehe auch Serapis). Die Feier des Vollmondtages begann am Vortag mit dem Anzünden von Fackeln, Kerzen und anderen Gegenständen. Das Festritual ist identisch mit dem Neith-Fest:

„Entzünden von Fackeln im Inneren des Tempels. Einen schönen Tag feiern seitens der Männer und Frauen, jubeln seitens der ganzen Stadt, so dass es keinen Schlaf für irgendjemand gibt bis zum Morgengrauen.“

Dieser Sachverhalt wird auch in Herodot II 62 bestätigt, der ausdrücklich erwähnt, dass dieser Brauch auch außerhalb von Sais ausgeübt wird. Damit liefert das Fest der Vereinigung die typische Art, wie die Ägypter sakrale Feste im privaten Rahmen hauptsächlich begingen.